# Eric Parsons
Eric George Parsons (* 9. November 1923 in Worthing; † 7. Februar 2011 ebenda) war ein englischer Fußballspieler. Der Flügelspieler, der aufgrund seiner Schnelligkeit „Rabbit“ genannt wurde, gewann 1955 mit dem FC Chelsea die englische Meisterschaft und war einer von zwei Spielern im Kader, die dabei alle 42 Spiele bestritten hatten.

## Sportlicher Werdegang
Parsons war bereits im Schüleralter ein vielversprechender Sportler und Athlet, der dann als Fußballertalent von West Ham United bei einem Spiel seiner heimischen Worthing Boys entdeckt wurde. Im Jahr 1943 schloss er sich den „Hammers“ an und nach dem Wehrdienst, der ihn nach Nordafrika verschlug, debütierte Parsons im Januar 1947 in einer Zweitligapartie. Rasch eroberte er sich einen Stammplatz und in den folgenden zwei Spielzeiten verpasste er nicht eine einzige Begegnung. Neben der Schnelligkeit, die ihm den Spitznamen „Rabbit“ einbrachte, zeigte Parsons Stärken in Trickreichtum, Spielintelligenz und Fleiß, wobei vor allem die letzte Eigenschaft für einen Flügelspieler seiner Zeit eher selten war – diese „warteten“ oft an der Außenlinie darauf angespielt zu werden – und er den hinter ihm platzierten Außenverteidiger bei der Balleroberung unterstützte. West Ham bewegte sich in der Zeit zunächst zwei Jahre in den oberen Zweitligaregionen, bevor die Mannschaft in der Saison 1949/50 „einbrach“ und nur knapp den Klassenerhalt realisierte. Die Zeichen standen für Parsons danach auf Abschied, da dieser als zu gut für einen Zweitligaabstiegskandidaten galt, und im Dezember 1950 wechselte er nach London zum FC Chelsea – die Ablösesumme in Höhe von 23.000 Pfund war damals beachtlich und bedeutete für die „Blues“ einen neuen Vereinsrekord.
Die Erwartung war in Chelsea groß und als Parsons zunächst mit Formschwächen kämpfte, die auch in einer Serie von Knieproblemen begründet lag, äußerten sich Teile seiner neuen „Anhänger“ offen spöttisch. Er wurde danach als linker Halbstürmer ausprobiert, aber diese Umstellung brachte ebenso wenig Besserung, wie danach die Rückkehr auf die gewohnte rechte Außenbahn. Erst als Trainer Billy Birrell 1952 durch Ted Drake ersetzt wurde, wendete sich für Parsons das Blatt. Drake ergriff öffentlich Partei für den oft Gescholtenen und betonte dessen Stärken. In der Saison 1952/53 und speziell im Jahr darauf durchliefen Parsons und Chelsea als Mannschaft einen sportlichen Aufwärtstrend. Es folgte der Höhepunkt seiner aktiven Laufbahn in der Spielzeit 1954/55, in der Parsons sein Potential vollständig abrief. Er harmonierte vor allem gut mit seinem Sturmkollegen Johnny McNichol, dessen präzisen Pässe in den Rücken des gegnerischen Außenverteidigers ihm als Außenspieler die Wahl zum eigenen Torabschluss oder zur Vorlage zu dem in der Mitte platzierten Torjäger Roy Bentley ließ. Am vorletzten Spieltag der Saison gegen Sheffield Wednesday, das 3:0 endete und Chelsea vorzeitig die englische Meisterschaft bescherte, schoss er zwei Tore und wurde mit Sprechchören gefeiert. Insgesamt absolvierte er in dieser Runde alle 42 Ligapartien (traf dabei elfmal) und er galt plötzlich als einer der besten englischen Flügelspieler – ein Länderspieleinsatz in der A-Nationalmannschaft blieb ihm jedoch verwehrt, was vor allem an der namhaften Konkurrenz in Gestalt von Stanley Matthews und Tom Finney lag. Ein weiteres Jahr war der in den Dreißigern befindliche Parsons noch fester Bestandteil der Chelsea-Mannschaft, bevor Drake ihn durch das junge Talent Peter Brabrook ersetzte.
Im November 1956 wechselte er schließlich ablösefrei in den Westen Londons zum Drittligisten FC Brentford. In mehr als vier Jahren bestritt er noch weitere 118 Ligaspiele für Brentford, wobei er zwischenzeitlich aufgrund eines Beinbruchs eine längere Zwangspause einlegen musste. Ab Sommer 1961 ließ er danach seine aktive Laufbahn außerhalb des Profifußballs in der Küstenstadt Dover ausklingen. Nach dem Fußball arbeitete Parsons als Lebensmittelhändler und danach betrieb er ein Zigarettengeschäft. Sein Tod am 7. Februar 2011 kam nur knapp eine Woche nach dem von Les Stubbs, der an seiner Seite in der Offensivreihe der Chelsea-Meistermannschaft von 1955 gestanden hatte.

## Titel/Auszeichnungen
- Englische Meisterschaft (1): 1955
- Charity Shield (1): 1955